# Rachael Hip-Flores
Cet article possède des homonymes et des paronymes, voir Rachael, Hip et Flores.
Rachael Hip-Flores, née à Piscataway dans le New Jersey, est une actrice américaine de théâtre et de série télévisée.

## Biographie
Rachael Hip-Flores s'est fait connaître pour son rôle de Vivian McMillan dans la websérie Anyone But Me où on la voit en couple avec Nicole Pacent,,.

## Filmographie
- 2008 : Mordere (court métrage) : Rachael
- 2009 : Gossip Girl (série télévisée) : la fille du dortoir
- 2009 : Lucrecia (court métrage) : Lucrecia
- 2011 : The Temp Life (série télévisée) : Bonnie
- 2011 : Good People in Love (mini-série) : Sarah
- 2012 : Hey (court métrage)
- 2014 : The Sonnet Project (série télévisée)
- 2013-2014 : Producing Juliet (série télévisée) : Juliet Bello
- 2008-2015 : Anyone But Me (websérie) : Vivian McMillan
- 2016 : Traded : Ivory
- 2017 : American Violence : Krystyl Keene
- 2017 : Not If, But When (court métrage) : Jess Barber
- 2019 : Standdown (court métrage)
- 2019 : Liberty Falls (téléfilm) : Cassandra DaCosta